# Ithaca (Town)
Die Town of Ithaca ist eine von 16 Towns im Richland County im US-amerikanischen Bundesstaat Wisconsin. Im Jahr 2010 hatte die Town of Ithaca 619 Einwohner.
Town hat in Wisconsin eine grundlegend andere Bedeutung als im übrigen englischsprachigen Bereich. Vielmehr entspricht sie den in den anderen US-Bundesstaaten üblichen Townships, die nach dem County die nächstkleinere Verwaltungseinheit bilden.

## Geografie
Die Town of Ithaca liegt im Südwesten Wisconsins. Die Grenze zu Iowa befindet sich rund 80 km westlich. Nach Minnesota sind es rund 100 km in westnordwestlicher Richtung, nach Illinois rund 115 km nach Süden.
Die geografischen Koordinaten des Zentrums der Town of Ithaca sind 43°20′24″ nördlicher Breite und 90°15′12″ westlicher Länge. Sie erstreckt sich über eine Fläche von 93,3 km².
Die Town of Ithaca liegt im Osten des Richland County und grenzt an folgende Nachbartowns:
| Town of Rockbridge | Town of Willow                              | Town of Washington (Sauk County) |
| Town of Richland   | Kompassrose, die auf Nachbargemeinden zeigt | Town of Bear Creek (Sauk County) |
| Town of Orion      | Town of Buena Vista                         |                                  |

## Verkehr
Durch den Westen der Town führt in Nord-Süd-Richtung der Wisconsin State Highway 58. Der Wisconsin State Highway 130 verläuft durch die südöstliche Ecke der Town. Daneben verlaufen noch die County Highways BA und T durch das Gebiet der Town of Ithaca. Alle weiteren Straßen sind untergeordnete Landstraßen sowie teils unbefestigte Fahrwege.
Mit dem Richland Airport befindet sich kurz hinter der südlichen Grenze der Town ein kleiner Flugplatz. Die nächsten Verkehrsflughäfen sind der Dubuque Regional Airport in Iowa (rund 140 km südsüdwestlich), der La Crosse Regional Airport (rund 130 km nordwestlich) und der Dane County Regional Airport in Wisconsins Hauptstadt Madison (rund 95 km ostsüdöstlich).

## Bevölkerung
Nach der Volkszählung im Jahr 2010 lebten in der Town of Ithaca 619 Menschen in 247 Haushalten. Die Bevölkerungsdichte betrug 6,6 Einwohner pro Quadratkilometer. In den 247 Haushalten lebten statistisch je 2,51 Personen. 
Ethnisch betrachtet setzte sich die Bevölkerung zusammen aus 98,5 Prozent Weißen, 0,2 Prozent Afroamerikanern, 0,3 Prozent amerikanischen Ureinwohnern, 0,3 Prozent Polynesiern sowie 0,3 Prozent aus anderen ethnischen Gruppen; 0,3 Prozent stammten von zwei oder mehr Ethnien ab. Unabhängig von der ethnischen Zugehörigkeit waren 0,5 Prozent der Bevölkerung spanischer oder lateinamerikanischer Abstammung. 
22,6 Prozent der Bevölkerung waren unter 18 Jahre alt, 59,8 Prozent waren zwischen 18 und 64 und 17,6 Prozent waren 65 Jahre oder älter. 49,3 Prozent der Bevölkerung waren weiblich.
Das mittlere jährliche Einkommen eines Haushalts lag bei 64.196 US-Dollar. Das Pro-Kopf-Einkommen betrug 24.973 US-Dollar. 1,7 Prozent der Einwohner lebten unterhalb der Armutsgrenze.

## Ortschaften in der Town of Ithaca
Neben Streubesiedlung existieren in der Town of Ithaca noch folgende gemeindefreie Siedlungen:
| - Aubrey - Bear Valley - Ithaca | - Keyesville - Neptune |